# Cha Min-kyu
Dans ce nom coréen, le nom de famille, Cha, précède le nom personnel.
Cha Min-kyu, né le 16 mars 1993, est un patineur de vitesse sud-coréen.

## Palmarès

### Jeux olympiques d'hiver
| Épreuve / Édition   | 500 mètres                         | 1 000 mètres | 1 500 mètres | 3 000 mètres | 5 000 mètres | Mass start | Poursuite par équipes |
| JO 2018 Pyeongchang | Médaille d'argent, Jeux olympiques | —            | —            | —            | —            | —          | —                     |
| JO 2022 Pékin       | Médaille d'argent, Jeux olympiques | —            | —            | —            | —            | —          | —                     |

Légende :
- : première place, médaille d'or
- : deuxième place, médaille d'argent
- : troisième place, médaille de bronze
- : pas d'épreuve
- — : Non disputée par le patineur
- DSQ : disqualifiée

### Championnats du monde
- Championnats du monde de sprint de patinage de vitesse
  -  Médaille de bronze en 2020 à Hamar